# Chalandrianí (localité)
Chalandrianí (grec moderne : Χαλανδριανή) est une localité située dans le dème de Sýros-Ermoúpoli, dans le district régional de Sýros, dans la périphérie d'Égée-Méridionale, en Grèce.
Selon le recensement de 2021, elle compte 11 habitants.